# William Wadden Turner
William Wadden Turner, född 23 oktober 1810 i London, Storbritannien, död 29 november 1859 i Washington D. C., USA, var en av 1800-talets mer framstående språkforskare.
Turner, som egentligen var boktryckare, var autodidakt lingvist och filolog och lärde sig en mängd språk på sin fritid. I 30-årsåldern behärskade han franska, latin, tyska, hebreiska och arabiska flytande i skrift. När han studerade det sistnämnda språket kom han i kontakt med en akademiker, professor Isaac Nordheimer och utgav 1838 i samarbete med denne A Critical Grammar of the Hebrew Language samt ytterligare ett par böcker om hebreiska. Genom Nordheimer drogs Turner in i den akademiska världen och utsågs 1842 till professor i orientalisk litteratur i New York.
Efter ett kort mellanspel då Turner lärde sig sanskrit och ett antal andra med det besläktade indiska språk samt de största sydostasiatiska språken, vändes hans intresse mor de nordamerikanska urbefolkningarnas språk Eftersom det inte tog honom särskilt många veckor lära sig ett nytt språk, lade han också in det afrikanska yorubaspråket i sitt digra program och gav ut en kombinerad yoruba-grammatik och ordbok. William Wadden Turners arbete med indianspråken resulterade huvudsakligen i ett antal manuskript som han aldrig hann fullborda före sin död men hans manuskript och anteckningar har utnyttjats flitigt av senare språkforskare.